# 胡安 (阿斯圖里亞斯親王)
亞拉岡的胡安（西班牙語：Juan de Aragón，1478年6月30日—1497年10月4日），阿斯圖里亞斯親王，亞拉岡國王斐迪南二世與卡斯提爾女王伊莎貝拉一世的獨子。
作為兩個王國的繼承人，胡安從小接受良好的教育。胡安的母親伊莎貝拉一世曾邀請義大利人類學家皮特·马特·德安吉拉擔任王子的導師，同時將一些貴族子弟帶到宮廷中作為胡安學習的榜樣。
1494年，法國國王查理八世入侵南義大利。為了抵抗共同的敵人，胡安的父母與奧地利結盟，並計畫雙方子女的聯姻。1496年，胡安的妹妹胡安娜與奧地利大公馬克西米利安一世的兒子兼繼承人菲利普結婚。隔年，胡安與菲利普的妹妹瑪格麗特結婚。
胡安非常鍾愛自己的妻子。然而，在結婚的同一年，胡安因結核病去世，年僅19歲。由於是父母的獨子，他的逝世直接導致了特拉斯塔馬拉王朝的沒落。1516年，胡安的外甥、胡安娜的長子卡洛斯成為西班牙國王，開啟了哈布斯堡王朝稱霸歐洲的時代。